# ザビーネ・シャル
- 機動戦士ガンダムF91 > 機動戦士ガンダムF91の登場人物 > ザビーネ・シャル
- 機動戦士クロスボーン・ガンダム > ザビーネ・シャル

ザビーネ・シャル (Zabine Chareux) は、劇場アニメ『機動戦士ガンダムF91』および漫画『機動戦士クロスボーン・ガンダム』に登場する架空の人物。

## 設定解説
『F91』における年齢は24歳。金髪で、毛先は外側にカールしている。常に右目にゴーグルを着けているのが特徴であり、右目は失明しているとする説もある。劇中では「成り上がり」と揶揄されることもあるが、貴族の出身とする説もあり、ビーム・フラッグにも使用している太陽をモチーフにした紋章はシャル家のものであるともいわれる。漫画『機動戦士ガンダムF91プリクエル』では、父親は小規模な会社（宇宙服の製造）を個人経営しており、普段は役に立たないシャル家の「家柄」に興味をもったブッホ・ジャンク社（社長はマイッツァー・ロナ）とアポイントメントが取れたことが少年期のザビーネによって語られる。
冷静沈着、ともすれば冷淡ともとれる性格であり、敵に対しては容赦ない戦いを見せるが、礼節はわきまえている。感情を表に出すこともほとんどないが、バグによる無差別殺人やラフレシア・プロジェクトを知った際には驚きと怒りを見せ、ラフレシア撃破後に部下からスペース・アークへの攻撃を暗に提示された際には、「我々もバグやラフレシアになるつもりか」と一喝し、見逃す一幕もある。
ロナ家が創設した私設軍隊クロスボーン・バンガード（C・V）の精鋭部隊である通称「ザビーネ大隊」、あるいは機体色を黒で統一していることから「黒の部隊（ブラック・バンガード）」とも呼ばれる第1戦闘大隊の指揮官を務めるエース・パイロットであり、ベルガ・ギロスに搭乗する。

## 劇中での活躍
貨客船座礁事故
漫画『F91プリクエル』では、少年期（すでにゴーグルを着用している）に父の仕事に同行して貨客船「スタービュー336」に搭乗しブッホ・コロニーに向かうが、貨客船が近道のために暗礁宙域を航行し、デブリが衝突して座礁。ザビーネは年齢の近いダリアとクラウスとともに、泣きやまない赤ん坊のお気に入りの玩具を取りに貨物室に侵入しており、父の荷物の中にあったノーマルスーツを着用する。貨客船は同宙域でデブリ掃除をおこなっていたブッホ・ジャンク社によって発見されるが、客室にいた乗客は宇宙服のある部屋の扉が開かず、かろうじてザビーネの父がもち込んでいた改良型のノーマルスーツを着せられた赤ん坊以外は、ザビーネらの両親も含め全員酸欠で死亡する（ザビーネの母が乗船していたかは語られていないが、ザビーネはひとりぼっちになってしまった旨を吐露している）。その後、孤独の身となったザビーネらはマイッツァーのすすめでブッホ・コロニーに身を置く。ダリアとクラウスは有名な資本家と養子縁組するが、ザビーネはマイッツァーを後見人としてシモンズの家の世話になる。

地球連邦軍へ
小説版『F91』によれば、16歳のときにブッホ・エアロマシンのモビルマシン開発部門に就職、テスト・パイロットを務めながらハイスクールを卒業する。将来のC・Vの指揮官としての立場に立てるよう、地球連邦軍の士官学校に送り込まれ、同校卒業者の義務である3年間の連邦軍勤務を終えてからC・Vに入隊する。
『F91プリクエル』では、宇宙世紀0119年に初任地としてサイド6コロニー「ペトリファイド・フォレスト」にカシム・ベガやユウリ・シモンズとともに着任し（いずれも階級は少尉）、ジェガンR型に搭乗する。初日の演習で仮想敵艦のサラミス改のブリッジに肉迫し、訓練用ではないビーム・サーベルを寸止めして「撃沈」するも、激怒した上官（少佐）に「修正」される。半月後、コロニー貧民街の水道工事を巡る増税に反発する住民によるデモから政庁を警護する任に就く。暴動寸前となり中隊長から死人が出ても構わず追い払うよう命令されるもこれを拒否し、気を失うほど過度の「修正」を受ける。しかし上官によれば、結局は市長が内乱を恐れて行政の非を認めており、軍が過剰な行動をとっていれば内乱は必至であったという。その後3人とも任地を移されるが、ユウリによれば水道工事は完了したとのこと。

クロスボーン・バンガード入隊
『F91プリクエル』では、大隊のうち2個小隊で訓練に明け暮れる様子が描かれている。また、改修中のザムス・ガルの周辺で訓練を始め、座乗するジレ・クリューガーに追い払われるが、その実は同艦の内部調査をしていた人間が調査書を残して行方不明になっており、マイッツァーからの密命による「ラフレシア・プロジェクト」の内偵であった。隊員の中には、貨客船座礁事故の際に一緒だったダリアとクラウスもいる。
不正アクセスをおこなったことが見つかり、突き止められていないもののスパイとして憲兵の調査対象となる。そのような中クラウスが、貨客船に航路変更を指示して座礁事故の原因を作ったク・ビラが、C・Vの「洗濯板」と呼ばれるドック内で清掃員として働いているところを発見する。3人でク・ビラに詰め寄るが、隙をつかれダリアが人質にとられてしまう。さらに事情を知らないアンナマリーが近づきク・ビラが銃を向けたため、ザビーネが射殺する。アンナマリーがク・ビラがスパイであると勘違いしていることもあり、そのまま濡れ衣を着せる。ザビーネが人を殺したのは、これが初めてである。
なお、小説版ではフロンティアIV侵攻時にも大隊を率いて出撃している。

### コスモ・バビロニア建国戦争（『機動戦士ガンダムF91』）
アニメ版『F91』では、宇宙世紀0123年3月16日のフロンティアIV制圧後、10年ぶりに帰還したベラ・ロナのモビルスーツ (MS) の教官を担当する。これを機にベラに取り入り、ロナ家の家名を得ようとしているとする資料も多いが、アニメ劇中や小説版でもそれに該当する描写は、ザビーネに好意をもつアンナマリー・ブルージュの嫉妬による「思い込み」を除いて見られない。結果的に、それが原因でアンナマリーはC・Vから離反する。
その後、大隊を率いてフロンティアI内部に侵攻。ベラもビギナ・ギナに搭乗して随伴するが、出撃直前にザビーネは白ユリの花束をプレゼントし、ベラ機の頭部にテープで貼り付ける。地球連邦軍に寝返ったアンナマリーのダギ・イルスと一騎討ちとなり撃破するが、乗機の左腕を斬り落とされる。黒の部隊は連邦軍のたった1機のMSによって全滅したとC・V隊員の間で噂されるが、ザビーネは中破したベルガ・ギロスを放棄して生還、ほか2機も帰投する。なお、ベラは連邦の練習艦スペース・アークに投降している。
30日にはデナン・ゲー（黒の部隊仕様）に乗り換え、残る部下とともに戦線に復帰。フロンティアIの鉱区でベラ機がガル・ブラウを撃沈するのを目撃、直後にガンダムF91と合流したことから謀反を起こしたとして追撃しようとするが、同時に味方の艦であるザムス・ガルから自分の知らない識別信号（モビルアーマー・ラフレシア）が発進するのを観測し、そちらに向かう。座乗するジレ・クリューガーを問い詰めるが、自分は関知していないとしらを切ったことに怒り、拳銃で彼のヘルメットのバイザーを割り、宇宙空間に放り出して殺害する。ラフレシアの撃破を確認した際に、当初は連邦軍MSの大部隊によるものと推察するが、その宙域に1機のF91しかいないことを知り驚嘆する。しかし、ワイヤーによる接触回線でF91のパイロット（シーブック・アノー）がセシリー（ベラ）を捜索していることを知るも、手を貸さずそのまま立ち去る。一方で、付近を航行するスペース・アークを発見した際は、同艦が民間人を乗せていること、F91の母艦かもしれないことなどから見逃す。その後、ドレル大隊と合流して31日にコスモ・バビロニアに凱旋する。
以降については、『クロスボーン・ガンダム』ではコスモ・バビロニアのエースとして、『F91』劇中では実現しなかったF91との交戦が何度かあったことがキンケドゥ・ナウ（シーブック）から語られる（乗機はベルガ・ギロス）。また、コスモ・バビロニアの残虐な殲滅の手法を見て離反したとみずからキンケドゥに語っている。

## 漫画『クロスボーン・ガンダム』における活躍

### 木星戦役期（『機動戦士クロスボーン・ガンダム』）
10年後の0133年を描いた漫画『機動戦士クロスボーン・ガンダム』では、ベラが地球征服を企む木星帝国総統クラックス・ドゥガチを倒すために宇宙海賊として再興したクロスボーン・バンガードの一員として参加している。右目のゴーグルはそのままだが、髪はカールしておらず肩口まで伸びている。
かつてのライバルであったキンケドゥとともにエース・パイロットとしてクロスボーン・ガンダムX2に搭乗するが（ただし、シミュレーションでは7対3でザビーネのほうが勝っていたという）、キンケドゥからは「貴族主義」を捨てていないとして警戒されている。
その真の目的はやはりコスモ・バビロニアの復活であり、ベラ本人にその気はなくとも「クロスボーン・バンガード」を名乗る者が木星帝国を討伐することにより、ふたたび貴族主義者の人心を集めることを期待してのものであった。しかし、敵の本拠地に突入してのドゥガチ討伐が失敗に終わり、勝ち目はないと悟ったことから、同志とともに叛乱を起こし母艦「マザー・バンガード」を占拠。同艦に潜入していたドゥガチの娘テテニスを手土産に、徹底した上下関係などが貴族主義の目指したそれに近い木星帝国に投降しようとする。またその際、ベラは将来貴族主義国家を再建する際に女王になるべき人物として、安全を確保するよう木星側と取引している。しかし、トビア・アロナクスの妨害により失敗し同志は鎮圧され、結局単独でX2に搭乗して木星側のモビルシップ「ジビア」に投降する（なお、テテニスはカラスによって連れ去られる）。その後、木星船「ジュピトリス9」内でギリによる拷問を受ける。
地球圏に到達したマザー・バンガードを連邦軍艦隊が包囲した際には、交戦の意思はない同艦とは裏腹に、X2改で連邦側を攻撃することによって同艦に反抗の意思があるように見せかけ、連邦艦隊および木星側による攻撃の口実を作る。直後にキンケドゥのX1改と一騎討ちを繰り広げ、X1改がベラの乗るコア・ファイターから射出された武器を受け取る一瞬の隙を突いて、コックピット付近を貫き勝利する。この頃には常に不気味に笑っているなど、拷問の影響からか精神面の変調が見られる。
木星帝国による地球降下作戦の直前には、地球を滅ぼしたあとの世界はどうでもよいと考えるドゥガチから「おまえにくれてやってもかまわぬ」「生き残った者で好きにするがよい」との言質をとりつけ、貴族主義社会の建設を夢見る。しかし、作戦実行時には生きていたキンケドゥのX1改とふたたび一騎討ちとなり、お互い武器がヒート・ダガーしかない状態での最後の一撃でコックピットに攻撃を受け、最期まで貴族主義への未練を口にしながら戦死する。

## 搭乗機体
地球連邦軍所属期
- RGM-89R ジェガンR型

コスモ・バビロニア建国戦争 (機動戦士ガンダムF91)
- XM-05 ベルガ・ギロス（ブラックバンガード仕様）
- XM-02 デナン・ゲー（ブラックバンガード仕様）

木星戦役 (機動戦士クロスボーン・ガンダム)
- XM-X2 クロスボーン・ガンダムX2
  - XM-X2ex クロスボーン・ガンダムX2改

## デザイン
デザインは『F91』のキャラクターデザイン全般を担当した安彦良和による。初期稿では細めのサングラスを着けていたが、競泳用のゴーグルみたいだからという理由で総監督である富野由悠季の提案により、眼帯のような片眼鏡に変更された。伊達眼鏡か片目なのかは、スタッフの間でも特に決まっていないとのこと。

## 担当声優
- 梁田清之 - 劇場アニメ『F91』、ゲーム客演作品（2023年まで）
- 笠間淳 - ゲーム『機動戦士ガンダム U.C. ENGAGE』（2024年8月以降）[17]以降のゲーム客演作品

『F91』では当初矢尾一樹が担当する案もあり、劇場版前売券付属のOVA『機動戦士ガンダム0083 STARDUST MEMORY』第1話のリーフレットにもクレジットされている。また、矢尾自身も「青春ラジメニア」にゲスト出演した際に「僕が（ザビーネを）演じる予定だったのに、知らないうちに収録が終わっていた」と笑い話にしたこともある。
実際に声優を担当した梁田はザビーネを「シャア・アズナブルとガルマ・ザビを足して2で割ったキャラクター」「能ある鷹は爪を隠す、といった感じの男」と評している。
梁田が2022年11月に死去したため、ゲーム『U.C. ENGAGE』（2024年8月以降）および以降の関連作品では、笠間淳が声を担当している。